# Flanders Expo

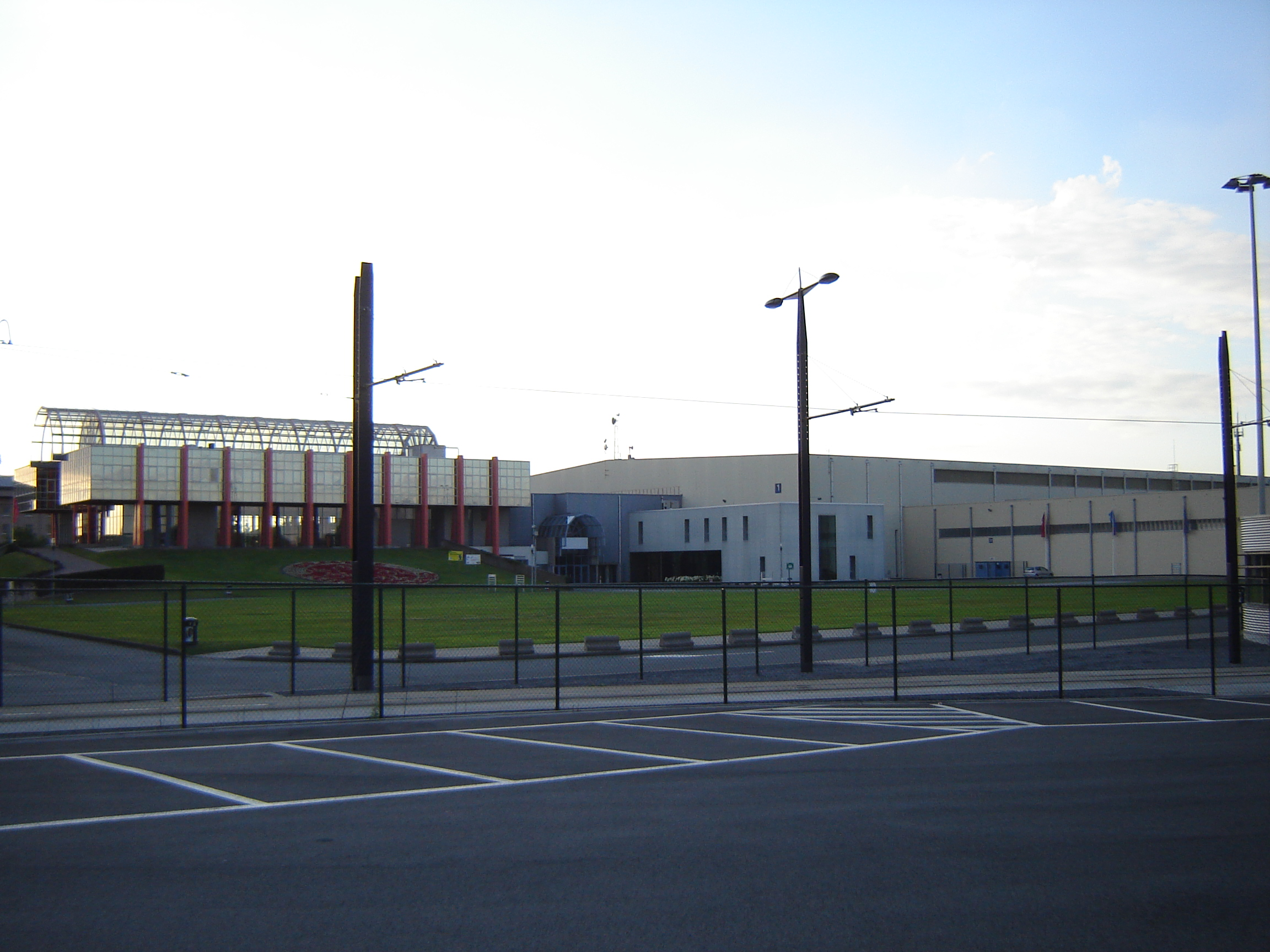
Ingang en hallen

Flanders Expo is een evenementencomplex in Gent (Sint-Denijs-Westrem) en een van de grootste van België. De totale beursoppervlakte is meer dan 54.000 m². In het complex worden handelsbeurzen, exposities, congressen en andere grootschalige bijeenkomsten georganiseerd.

## Infrastructuur
Flanders Expo bevat acht hallen. De centrale hal, Hal 1 is de grootste, en biedt een oppervlakte van 19.152 m². Links van deze centrale hal liggen Hal 2, 4 en 6, rechts 3, 5 en 7. Deze identieke hallen bieden alle 4032 m² oppervlakte. Later werd Hal 8 toegevoegd, dit is een vierkante hal met een oppervlakte van 10.735 m² en een hoogte van 18 meter. Deze hoogte en speciale ingrepen om de akoestiek te verbeteren maken deze hal geschikt voor mega-producties en muzikale evenementen. In het voorgebouw bevinden zich ruimtes voor seminars, congressen en recepties. Op de eerste verdieping bevindt zich daar een grote zaal van 850 m², het Forum.

## Geschiedenis
Het initiatief voor de bouw van Flanders Expo kwam na twee succesvolle edities van Flanders Technology International in 1983 en 1985, waarbij duidelijk werd dat Gent behoefte had aan een modern beurscomplex. In 1985 werd de NV Flanders Expo opgericht. Het kapitaal werd geleverd door zowel de overheid (een derde) als de industrie (twee derde). Het tentoonstellingscomplex werd opgetrokken op de terreinen van het pas gesloten vliegveld Sint-Denijs-Westrem. In mei 1987 werden met de derde editie van Flanders Technology de expositiehallen officieel geopend.
Bij de oprichting bedroegen de initiële investering en schuldenlast respectievelijk ruim 27,268 en 10,410 miljoen euro. Ondanks deze zware financiële lasten en de hoge afschrijvingen is Flanders Expo erin geslaagd om tot een rendabel beurscomplex uit te groeien.

## Management
Het was Marc Mortier die vanaf de oprichting in 1986 als directeur-generaal/gedelegeerd bestuurder aan de leiding stond van de Gentse beurshallen. Na een woelige periode van interim-management, werd John Buyckx in 2003 benoemd tot gedelegeerd bestuurder. Sinds februari 2009 is John Buyckx geen gedelegeerd bestuurder meer van Flanders Expo; dit na een verschil in visie ten opzichte van de eigenaar, Artexis. Dirk Van Roy (ex-Roularta Media Group) heeft de taak van Buyckx bij Flanders Expo overgenomen. Begin januari werd Van Roy door Artexis aangetrokken om Artexis Belgium te leiden.